# Oswald Thomas

Oswald Thomas (* 27. Juli 1882 in Kronstadt, Ungarn, heute Rumänien; † 13. Februar 1963 in Wien, Österreich) war ein Astronom und Universitätsprofessor in Wien. Er engagierte sich auch in der Erwachsenen- und Weiterbildung, gründete 1924 den  Österreichischen Astronomischen Verein und setzte trotz Wirtschaftskrise den Bau des damals modernsten Wiener Planetariums durch.

## Leben
Schon früh von seinem Vater für die Astronomie begeistert, studierte Oswald Thomas nach dem Besuch des Gymnasiums in Kronstadt Astronomie, Mathematik und Physik auf mehreren Universitäten: nach Heidelberg auch in Jena, wo er 1902 Mitglied der Burschenschaft Arminia auf dem Burgkeller wurde, im heute rumänischen Klausenburg und schließlich in Berlin. Von 1906 bis 1913 wirkte Oswald Thomas in Kronstadt, anschließend siedelte er nach Wien über.
Noch im Klausenburg gründete er im Mai 1907 eine „Sammelstelle für Meteor-Meldungen“, das Astronomische Büro. Es übersiedelte 1913 mit ihm nach Wien und wurde von 1963 bis 2019 von seinem ehemaligen Schüler Hermann Mucke geleitet.
Anfangs war Oswald Thomas in Wien Gymnasialprofessor und gleichzeitig von 1915 bis 1922 Leiter der Urania-Sternwarte. 1924 gründete er den „Österreichischen Astronomischen Verein“. Auf seine Initiative wurde 1927 das Wiener Planetarium errichtet – das erste Zeiss-Planetarium außerhalb Deutschlands. Ab 1941 lehrte Thomas an der Universität Wien Astronomie. Er beantragte die Aufnahme in die NSDAP, wurde aber wegen früherer Logenzugehörigkeit abgewiesen.
Thomas wurde am 20. Februar 1963 im Urnenhain der Feuerhalle Simmering (Abteilung ML, Gruppe 170, Nummer 2) in Wien beigesetzt.
In breiten Kreisen wurde Oswald Thomas durch seine über 1000 „Sternabende“ und seine ausgedehnten Sternwanderungen entlang des Sommerhaidenwegs bekannt, einem Höhenrücken am westlichen Stadtrand. Seine Idee eines „Freilichtplanetariums“ beim Sternenhain am Laaerberg wurde 1997–2001 von seinem Nachfolger Hermann Mucke als Sterngarten im Süden Wiens realisiert.

## Ehrungen
1960 verlieh ihm die Wiener akademische Burschenschaft Silesia anlässlich ihres 100. Stiftungsfestes das Ehrenband, nachdem er jahrelang Verkehrsgast gewesen war.
Im Jahr 1974 wurde im Wurstelprater in Wien-Leopoldstadt (2. Bezirk) der Oswald-Thomas-Platz als Vorplatz des Planetariums nach ihm benannt.
2004 wurde der Asteroid (29427) Oswaldthomas zu seinen Ehren benannt.

## Wichtige Werke
- Atlas der Sternbilder, mit Figuren von R.Taschner. §. Auflage, Verlag Das Bergland-Buch, Salzburg 1962
- Himmel und Weltall, populäre Astronomie, 320 S., 5. neu bearb. Auflage, Neff-Verlag, 1953
- Astronomie – Tatsachen und Probleme. 7., vollst. umgearb. Auflage, ~600 S., Das Bergland-Buch, Salzburg 1956
- Sternzeiger für die Rocktasche des Himmelsfreundes, Das Bergland-Buch, 1958